# Campionato italiano di hockey su ghiaccio 1933
Il campionato italiano di hockey su ghiaccio 1933, 7ª edizione del massimo campionato nazionale, si disputò in due distinte fasi, fra il 14 gennaio ed il 12 marzo 1933. Le squadre partecipanti furono suddivise in due gironi, quello Occidentale e quello Orientale. Si disputò uno spareggio l'accesso alla finale fra le formazioni vincenti di ogni gruppo. Per la prima volta la finale si svolse con la formula andata-ritorno. L'HC Milano vinse il suo sesto titolo nazionale.

## Formazioni
Le squadre che presero parte al campionato furono sette, provenienti da Lombardia, Piemonte, Trentino-Alto Adige e Veneto:
- Hockey Club Cortina
- Hockey Club Milano
- Hockey Club Milano II
- Excelsior Milano
- SC Renon
- Ortisei
- CP Valentino Torino

## Girone Occidentale
Le squadre inserite nel girone Occidentale sono: Excelsior Milano, HC Milano, HC Milano II e Valentino Torino. Le gare vengono disputate a Milano.

### Semifinali
| Milano 14 gennaio 1933 | Hockey Club Milano II | 11 – 0 | CP Valentino Torino | \| Arbitro: \| Ignazio Dionisi \| |
| Arbitro:               | Ignazio Dionisi       |        |                     |                                   |

| Milano 14 gennaio 1933 | Hockey Club Milano | 12 – 1 | Excelsior Milano | \| Arbitro: \| Luigi Redaelli \| |
| Arbitro:               | Luigi Redaelli     |        |                  |                                  |

### Finale
L'Hockey Club Milano si qualificò allo spareggio per l'accesso alla gara scudetto grazie al forfait dell'Hockey Club Milano II.

## Girone Orientale
Il Girone Orientale si svolge con una gara unica fra le due squadre iscritte SC Renon e Ortisei. La partita fu disputata ad Ortisei.
| Arbitro: | Roberto Haager |

|  |           |                                         |
|  | Marcatori | , Mesch , Menestrina Schmalzl (autogol) |

L'SC Bolzano - Renon si qualificò allo spareggio per l'accesso alla gara scudetto.

## Spareggio
Lo spareggio fra le due formazioni vincitrici dei gironi, Hockey Club Milano e SC Bolzano - Renon, si svolse a Milano il 19 gennaio 1933.
| Milano 19 gennaio 1933                                                            | Hockey Club Milano | 11 – 0 | SC Renon | Palazzo del ghiaccio |
| \| \| \| \| \| Venosta , , , Scotti , , Mussi , Trovati Baroni \| Marcatori \| \| |                    |        |          |                      |
|                                                                                   |                    |        |          |                      |
| Venosta , Scotti , Mussi , Trovati Baroni                                         | Marcatori          |        |          |                      |

L'Hockey Club Milano si qualificò alla finale scudetto.

## Finale
L'HC Milano tornò a conquistare il titolo nazionale sconfiggendo l'Hockey Club Cortina sia nella finale d'andata che in quella di ritorno.
| Arbitro: | Marcello Menardi |

|  |           |                             |
|  | Marcatori | 6' Scotti 10' Mussi Venosta |

| Arbitro: | Giorgio Baroni |

|                                                     |           |  |
| Mussi 9' Trovati 10' Venosta 34' Scotti 34:20 ? 44' | Marcatori |  |

## Formazione vincitrice
| HC Milano 6º titolo | Gianmario Baroni, Tino De Mazzeri, Ignazio Dionisi, Augusto Gerosa, Giampiero Medri, Camillo Mussi, Gianni Scotti, Decio Trovati, Luigi Venosta, Enrico Calcaterra. |